# Коротке замикання (фільм, 1986)
«Коротке замикання» (англ. Short Circuit) — американський науково-фантастичний комедійний фільм 1986 року режисера Джона Бедема, сценаристів С. С. Вілсона та Брента Меддока. Сюжет фільму зосереджується на військовому роботі, який отримав емоції через удар блискавки. Взявши псевдонім «Джонні П'ять», робот уникає ув'язнення і наважується вийти, щоб вивчити та дослідити своє нове життя. Головні ролі виконували Еллі Шіді, Стів Гуттенберг, Фішер Стівенс, Остін Пендлтон і Тім Блені як голос Джонні П'ять.
Продовження, Коротке замикання 2, випущене в 1988 році.

## Сюжет
Удар блискавки в будівлю військової лабораторії викликає коротке замикання в новітньому прототипі бойового робота під номером 5, в результаті чого втрачається частина його пам'яті. Прагнучи заповнити прогалини в базі даних, робот починає досліджувати навколишній світ, і в результаті ряду випадковостей опиняється за межами території бази.
Керівництво компанії-розробника в жаху: зниклий робот озброєний лазерною гарматою і цілком може почати застосовувати її з катастрофічними наслідками для мирного населення. На пошуки зниклого робота відправляються співробітники компанії, в тому числі і самі конструктори — Ньютон Кросбі і Бен Джабітуйя (Стів Гуттенберг і Фішер Стівенс відповідно).
Тим часом робота № 5 зустрічає Стефані Спік (Еллі Шіді). Прийнявши його за іншопланетянина, вона запрошує «прибульця» до себе в будинок, де робот жадібно поповнює свою базу даних, прочитуючи всі книги Стефані, знайомлячись з її домашніми тваринами і паралельно переглядаючи всілякі телепередачі. Випадково виявивши на роботі табличку із зазначенням виробника, Стефані вирішує повернути робота власникам, сподіваючись на винагороду. Однак у цей момент, граючи з коником, робот випадково розчавлює його, і просить Стефані «полагодити» комаху. Стефані пояснює, що це неможливо, і робот, проводячи паралелі між коником і собою, розуміє, що в лабораторії його чекає демонтаж і власна смерть як особистості.
Після низки пригод Стефані і № 5 вдається зустрітися з головним конструктором робота, який переконується, що викликане ударом блискавки коротке замикання дійсно перетворило бездушний механізм у мислячу істоту, якій, крім усього іншого, не чуже почуття гумору. Конструктор переходить на його бік, проте незабаром всю компанію наздоганяють війська, мають наказ за будь-що знищити «непередбачуваного» робота, що їм начебто вдається. Незабаром з'ясовується, насправді № 5 лише хитромудро інсценував своє знищення. Наприкінці Стефані, Ньютон і № 5 (який взяв собі ім'я «Джонні») їдуть на віддалену земельну ділянку Ньютона.

## Ролі
- Еллі Шіді — Спік Стефані, яка дружить з Джонні П'ять
- Стів Гуттенберг — Ньютон Кросбі, доктор філософії, дизайнер прототипів
- Фішер Стівенс — Бен Джабітуя, помічник Ньютона
- Остін Пендлтон — доктор Говард Марнер, президент Nova Robotics
- Тім Блені — номер 5 (голос)
- Браян Макнамара — Френк, екс-бойфренд Стефані

## Саундтрек
1. Main Title (2:13)
2. The Quickening/Off The Bridge (2:44)
3. Discovering Number 5/Sunrise (4:32)
4. Grasshopper/Joy(less) Ride (4:43)
5. The Attack/Coming To (3:47)
6. Road Block/Bathtub/Robot Battle (2:42)
7. Getaway/Hello, Bozos (2:41)
8. Night Scene/Joke Triumph (4:17)
9. Danger, Nova/Escape Attempt/Aftermath (3:48)
10. Finale/End Title: «Come And Follow Me» — Max Carl and Marcy Levy (5:04)
11. Rock (3:45)
12. Bar (1:51)
13. The Three Stooges (1:10)

## Реакція
| Нагорода                             | Категорія            | Номінант  | Результат |
| ------------------------------------ | -------------------- | --------- | --------- |
| Saturn Awards                        |                      |           |           |
| Найкращий режисер                    | Джон Бедем           | Номінація |           |
| Найкращий науково-фантастичний фільм |                      | Номінація |           |
| Найкращі візуальні ефекти            | Ерік Аллард, Сід Мід | Номінація |           |
| BMI Film Music Award                 | Найкраща музика      | Девід Шир | Перемога  |